# Hydrolycus scomberoides

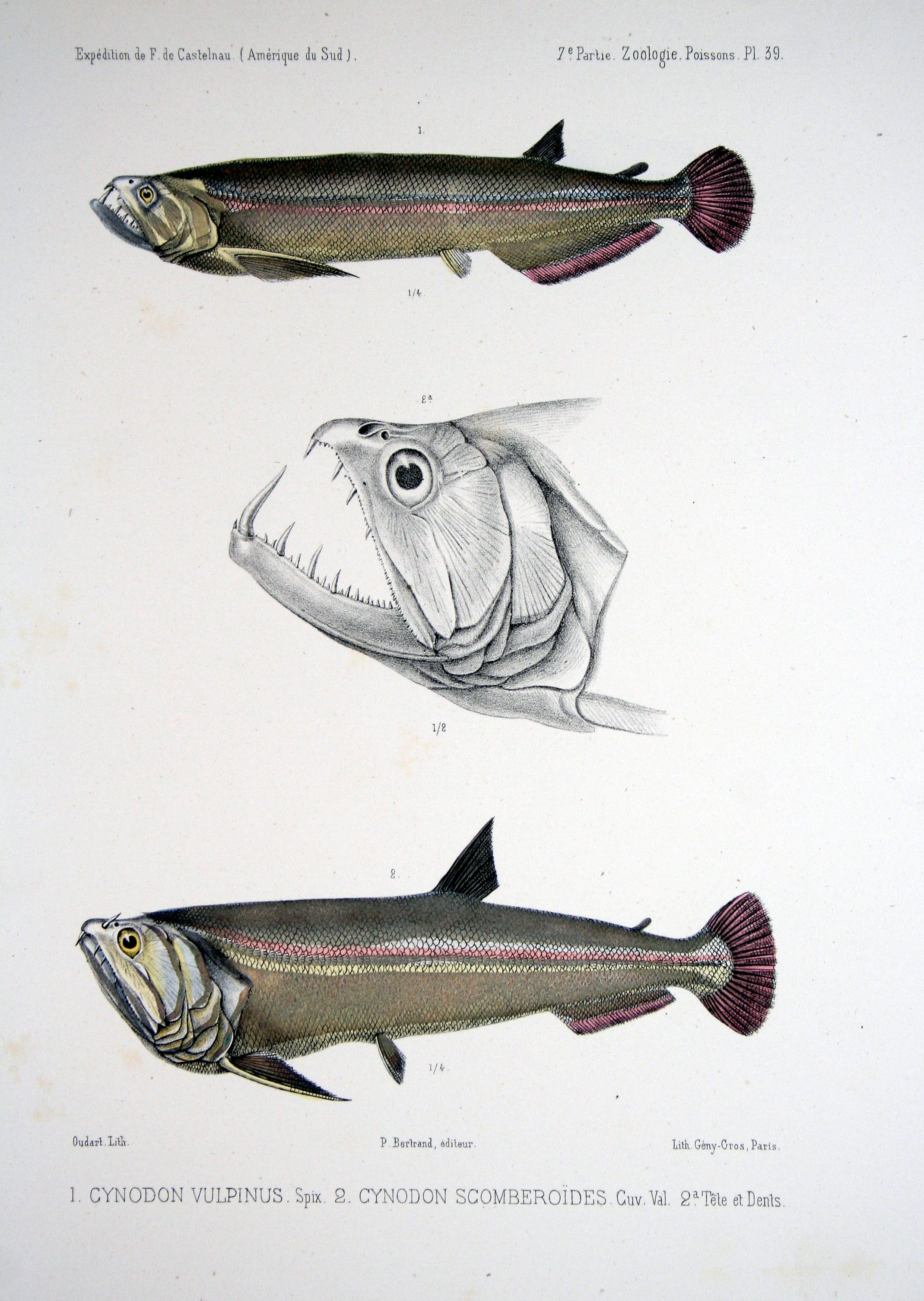
Zeichnungen von Hydrolycus scomberoides (Mitte und unten, oben Rhaphiodon vulpinus)

Hydrolycus scomberoides, auf engl. auch Dog Tooth Characin (Hundezahnsalmler), Vampire Fish/Tetra (Vampirfisch), in Venezuela Cachorra oder Chambira genannt, ist ein Raubfisch aus Südamerika.

## Verbreitung und Lebensraum
Hydrolycus scomberoides lebt im Orinoco- und Amazonasbecken. Häufig finden sie sich im Mündungsgebiet des Rio Tapajós und im Einflussgebiet des  Araguaia und Tocantins. Sie teilen ihren Lebensraum häufig zusammen mit der großen, carnivoren Buntbarschart Cichla ocellaris. Außer in Brasilien, kommt Hydrolycus scomberoides in tropischen Tieflandgewässern in Venezuela, Ecuador, Peru und Bolivien vor.

## Beschreibung
Hydrolycus scomberoides ähnelt in seinem Habitus stark H. armatus, wobei letzterer jedoch wesentlich größer und schwerer werden kann. Die Rückenpartie von Hydrolycus scomberoides ist glänzend silberfarben. Das bislang größte Exemplar von 17,8 Kilogramm Gewicht und einer Körperlänge von 108 Zentimetern wurde 1996 in der Nähe der Uraima Wasserfälle im Rio Paraguá in Venezuela gefangen.

## Lebensweise
Hydrolycus scomberoides hält sich häufig im schnellfließenden Mittelwasser auf, in Kanälen oder in der Nähe von Sandbänken, außerdem in überschwemmten Wäldern. Sie können Fische fressen, die bis zu 40–50 % ihrer Länge erreichen. Mit ca. 27 Zentimetern Länge ist die Laichreife erreicht. Die Laichzeit findet in den Monaten November bis April statt. Bei seinen Laichwanderungen kann er weite Distanzen überwinden.

## Nutzung
Hydrolycus scomberoides ist als Sportfisch regional von Bedeutung. Als Speisefisch findet er kaum Beachtung. Teilweise wird er als Aquarienfisch gehalten.